# Chytridiales
Fungos da ordem Chytridiales, como outros membros de seu filo, tanto podem ter um talo monocêntrico como um rizomicélio policêntrico. Quando os genes ribossômicos de membros incluídos nesta ordem foram examinados utilizando técnicas de biologia molecular, descobriu-se que a ordem continha algumas espécies não relacionadas. Com a descoberta, cultura e caraterização de Chytridium olla, a espécie-tipo desta ordem, foram estabelecidos os limites de Chytridiales. Chytridiales é agora monofilética e espécies como Polychytrium aggregatum, Chytriomyces angularis e Cladochytrium replicatum foram transferidas para outras ordens.